# Бофорт, Генри, 3-й герцог Сомерсет
Генри Бофорт (29 января 1436 — 15 мая 1464) — английский аристократ и военачальник, 3-й герцог и 5-й граф Сомерсет, 2-й маркиз и 2-й граф Дорсет и титулярный граф де Мортен в 1455—1461, 1463—1464 годах, старший сын Эдмунда Бофорта, 2-го герцога Сомерсета, и Элеоноры Бошан, дочери Ричарда Бошана, 13-го графа Уорика. Активный участник войны Алой и Белой Розы.

## Биография
В мае 1455 года после гибели своего отца Эдмунда Бофорта в первой битве при Сент-Олбансе Генри Бофорт унаследовал его владения и титулы. В битве при Сент-Олбансе, где погиб его отец, Генри Бофорт был тяжело ранен. Командовал ланкастерской армией в битве при Уэйкфилде (1460) и во второй битве при Сент-Олбансе (1461), где разгромил йоркистские войска.
В марте 1461 года герцог Сомерсет был одним из командиров ланкастерской армии, разбитой йоркистами в битве при Таутоне, после чего вместе с королевой Маргаритой Анжуйской был вынужден бежать в Шотландию. Его титулы и владения были конфискованы по приказу нового короля, Эдуарда IV Йорка.
Летом 1461 года Генри Бофорт отправился во Францию, чтобы провести переговоры о предоставлении помощи с королём Людовиком XI, но тот приказал арестовать герцога. Вскоре он был освобожден и вернулся в Шотландию, не получив никакой помощи от Франции.
С территории Шотландии Генри Бофорт совершал набеги на английские земли и захватывал пограничные замки. Во время осады замка Бамбург в 1462 году был взят в плен Ричардом Невиллом, 16-м графом Уориком. Позже он был помилован Эдуардом IV, а в мае 1463 года ему были возвращены все его титулы и земли.
В 1463 году герцог Сомерсет находился при королевском дворе в качестве военного советника Эдуарда IV, но в конце 1463 года вновь перешёл на сторону ланкастерской партии.
25 апреля 1464 года ланкастерская армия, возглавляемая герцогом Сомерсетом, была разбита йоркистами в битве при Хегли-Муре, а 15 мая — в битве при Хексеме, во время которой герцог попал в плен и был казнён.

## Семья и дети
Не был официально женат и не оставил законных детей.
От связи с Джоанной Хилл имел внебрачного сына:
- Чарльз Сомерсет (ок. 1460—1526), лорд-камергер Англии с 1508, 1-й граф Вустер с 1514, родоначальник рода Сомерсетов